# (73485) 2002 PA73
(73485) 2002 PA73 – planetoida z pasa głównego asteroid okrążająca Słońce w ciągu 5,63 lat w średniej odległości 3,16 j.a. Odkryta 12 sierpnia 2002 roku.